# Arthur Baker
Arthur Baker (nacido el 22 de abril de 1955) es un productor discográfico estadounidense y DJ más conocido por su trabajo con artistas de electro como Afrika Bambaataa, Planet Patrol y el grupo británico New Order.

## Biografía

### Primeros años
Nacido en Boston, Massachusetts, Baker comenzó a trabajar como DJ de club en Boston en los primeros años 1970, donde era conocido por poner discos de soul y Philly soul. No obstante, tenía escasa paciencia para la labor de DJ, lo que le hizo dejarlo.

### Remezclador/productor
En 1981, Baker se mudó a Nueva York, donde continuó pinchando al mismo tiempo que comenzaba una carrera como productor. Su primer sencillo de éxito fue "Happy Days", que produjo bajo el nombre North End en Emergency Records en 1981.
En los primeros ochenta, antes de que llegara la era de la grabación digital que se instalaría una década más tarde, Baker y sus contemporáneos creaban remixes en cinta analógica. Trabaja muy de cerca con the Latin Rascals, que estaban influenciados por el primer trabajo de Tom Moulton, John Morales y Walter Gibbons.
Comenzó a trabajar para el sello de hip hop Tommy Boy Records, donde produjo para Afrika Bambaataa y su grupo Soul Sonic Force el sencillo "Planet Rock", que se convirtió en un hit en el verano de 1982. El disco combinaba elementos de dos discos de Kraftwerk, "Trans Europe Express" y "Numbers," que fueron interpoladas por músicos de estudio y no sampleadas. Posteriormente ese año, utilizando pistas sin usar de “Planet Rock, produciría el sencillo "Play at Your Own Risk" de Planet Patrol en 1982.
También durante 1982, produjo el sencillo "Walking on Sunshine" de Rocker's Revenge con Donny Calvin que alcanzó el número uno en Estados Unidos el 18 de septiembre.
En 1983, Baker consiguió trabajo haciendo remezclas dance para discos de pop y rock hits, primero con "Girls Just Want to Have Fun" de Cyndi Lauper y después con los temas "Dancing in the Dark" y "Born in the U.S.A." de Bruce Springsteen. En 1984, Baker contribuyó con su "Breakers' Revenge" a la banda sonora de Beat Street, la cual también ayudó a producir.
Siguiendo estos éxitos, Baker captó la atención del grupo británico New Order, que le pidió que les produjera las canciones "Confusion" y "Thieves Like Us" (en el vídeo de la segunda puede verse a Baker). El sencillo de "Confusion" fue un gran éxito en Estados Unidos, lo que sirvió para establecer una relación entre Baker y la banda que ha continuado durante más de veinte años.

### Otras colaboraciones
En 1984, Baker trabajó con Hall & Oates como consultor de mezclas en su álbum Big Bam Boom, lo que dio como resultado un marcado sonido urban en el disco del dúo. Baker coescribió el tema instrumental de apertura, "Dance On Your Knees," junto a Daryl Hall. También remezcló esa canción y otros tres hits del álbum: "Out Of Touch," "Method Of Modern Love" y "Possession Obsession."
En 1985, Baker ayudó a Bob Dylan a completar su álbum Empire Burlesque como mezclador y arreglista, y junto a Little Steven Van Zandt organizó y produjo el tema anti-apartheid "Sun City" de Artists United Against Apartheid. Fue reconocido posteriormente por las Naciones Unidas por su contribución.
A finales de los años 1980 y posteriormente en los 1990, Baker trabajó con la estrella del soul Al Green, escribiendo y produciendo su hit internacional "The Message is Love" y la canción "Leave the Guns at Home". En 1989, publicó el álbum Merge en A&M Records como Arthur Baker and the Backbeat Disciples. También fue supervisor de música de las películas Tomates verdes fritos y Listen Up - The Lives Of Quincy Jones.

### Años 1990–2000
En los años 1990, siguiendo una pausa en la producción de algunos años, Baker se mudó a Londres y estableció una cadena de exitosos bares en la ciudad, The Elbow Rooms. También es propietario de un restaurante de soul-food en Londres llamado "Harlem", situado en Notting Hill. Sigue trabajando como DJ y productor y recientemente produjo "Part-A" para el grupo de electro metal londinense Monsta.